# 亞洲電影大獎
亞洲電影大獎（英語：Asian Film Awards，縮寫」）是亞洲電影大獎學院主辦、旨在表彰傑出亞洲電影及業内人士的一個獎項，創辦於2007年，一般於每年3月舉行，口號為「Celebrating Excellence in Asian Cinema」（為亞洲電影成就喝彩）。

## 歷史
亞洲電影大獎原由香港國際電影節協會主辦，作爲香港影視娛樂博覽組成部分，並在每年香港國際電影節期間於香港會議展覽中心舉行。第三屆起增設評審團主席，帶領評審選出各項大獎。2014年起，主辦權交予由香港國際電影節、東京國際電影節及釜山國際電影節聯合創立的非牟利機構亞洲電影大獎學院，開始移師香港以外城市舉行。該大獎設立宗旨在於對國際展現優秀的亞洲電影作品，推廣和表揚亞洲電影及業內人才。而每年均會舉辦亞洲電影大獎及多項活動，包括大師班系列、學生電影節觀摩團、電影專才海外實習計劃及巡迴放映。除了加強業界發展和向全世界宣揚亞洲電影文化，亦會與業內機構及不同國際電影節，例如英國電影和電視藝術學院、西班牙巴塞羅那亞洲電影節、英國愛丁堡國際電影節、俄羅斯海參崴國際電影節、台北金馬影展、日本京都HISTORICA國際電影節、波蘭華沙五味電影節等合作。

## 歷届概況
| 屆 | 舉辦日期       | 主題                      | 評審團主席 | 名人評審（特邀） | 舉辦地點                                           | 主持                                               |
| 1  | 2007年3月20日  |                           | -          |                  | 香港會議展覽中心                                   | 吳大維、王敏德、莫文蔚、薛凱琪                     |
| 2  | 2008年3月17日  |                           | -          |                  | 香港會議展覽中心                                   | 李浩林                                             |
| 3  | 2009年3月23日  |                           | 楊紫瓊     |                  | 香港會議展覽中心                                   | 李浩林、尹子維、Lisa S.                            |
| 4  | 2010年3月22日  |                           | 梁家輝     |                  | 香港會議展覽中心                                   | 周瑛琦、韓藝瑟、Lisa S.                            |
| 5  | 2011年3月21日  | Let's Meet Here           | 楊凡       |                  | 香港會議展覽中心                                   | 周瑛琦、高聖遠、Lisa S.                            |
| 6  | 2012年3月19日  |                           | 邱金海     |                  | 香港會議展覽中心                                   | 周瑛琦、謝怡芬                                     |
| 7  | 2013年3月18日  |                           | 劉德華     |                  | 香港會議展覽中心                                   | 陳霽平、高聖遠、Mandy Lieu                         |
| 8  | 2014年3月27日  |                           | 陳可辛     | 甄子丹、劉嘉玲   | 澳門新濠天地水舞間劇院                             | 陳霽平                                             |
| 9  | 2015年3月25日  |                           | 張婉婷     | 郭富城           | 澳門威尼斯人威尼斯人劇場                           | 陳霽平、王賢誌、苗惟妮                             |
| 10 | 2016年3月17日  |                           | 杜琪峯     | 劉青雲、高圓圓   | 澳門威尼斯人威尼斯人劇場                           | 李成敏、夏天龍、夏健龍、周子駒                     |
| 11 | 2017年3月21日  |                           | 贾樟柯     | 林嘉欣           | 香港文化中心大劇院                                 | 蒙嘉慧、周子駒                                     |
| 12 | 2018年3月17日  | 武動亞洲                  | 程小東     | 劉嘉玲           | 澳門威尼斯人威尼斯人劇場                           | 周子駒                                             |
| 13 | 2019年3月17日  | 電影修復，經典重燃        | 陳沖       | 渡邊謙           | 香港將軍澳電視廣播城                               | 陳貝兒、周子駒                                     |
| 14 | 2020年10月28日 |                           | -          |                  | （因COVID-19疫情影響於釜山國際電影節網上平台進行） | （因COVID-19疫情影響於釜山國際電影節網上平台進行） |
| 15 | 2021年10月8日  |                           | 李滄東     |                  | 釜山天堂酒店                                       | 金圭麗、李勝國                                     |
| 16 | 2023年3月12日  |                           | 張藝謀     |                  | 香港故宮文化博物館                                 | 森美、陳凱琳                                       |
| 17 | 2024年3月10日  |                           | 黑澤清     |                  | 香港西九文化區戲曲中心大劇院                       | 王梓軒、陳凱琳                                     |
| 18 | 2025年3月16日  | Empowering ideas together | 洪金寶     |                  | 香港西九文化區戲曲中心大劇院                       | 陳智燊、宋熙年                                     |

## 歷届主要獎項
- 紀錄
  - 香港男星梁朝偉，日本男星役所廣司和南韓男星李炳憲是二次獲得「最佳男主角」的演員。
  - 日本男星淺野忠信是唯一獲得過「最佳男主角」和「最佳男配角」的演員。
  - 南韓導演李滄東及是枝裕和是獲獎最多的導演，先後三度獲得「最佳導演」
  - 伊朗導演阿斯哈·法哈蒂是獲獎最多的編劇，兩次奪獲得「最佳編劇」。
  - 過往只有三位導演同年獲得「最佳編劇」，一位是《生命之詩》的李滄東，一位是執導《伊朗式分居》的阿斯哈·法哈蒂，一位是執導《寄生上流》的奉俊昊。

| 屆 | 年度 | 最佳電影               | 最佳導演                     | 最佳編劇                                    | 最佳男主角                      | 最佳女主角                   | 最佳男配角                    | 最佳女配角                                | 最佳新演員                            |
| 1  | 2007 | 《駭人怪物》           | 賈樟柯 《三峽好人》          | 曼尼．夏希希 《男人做嘢》                   | 宋康昊 《駭人怪物》             | 中谷美紀 《花樣奇緣》        | 不適用                        | 不適用                                    | 不適用                                |
| 2  | 2008 | 《密陽》               | 李滄東 《密陽》              | 韋家輝、歐健兒 《神探》                     | 梁朝偉 《色戒》                 | 全道嬿 《密陽》              | 孫紅雷 《鐵木真》             | 陳沖 《太陽照常升起》                     | 不適用                                |
| 3  | 2009 | 《東京奏鳴曲》         | 是枝裕和 《橫山家之味》      | 黑澤清 《東京奏鳴曲》                       | 本木雅弘 《禮儀師之奏鳴曲》     | 周迅 《李米的猜想》          | 鄭雨盛 《神偷、獵人、斷指客》 | 珍娜·芭蓮露 《我們這一家戲院‧‧‧服務周到》 | 余少群 《梅蘭芳》                     |
| 4  | 2010 | 《骨肉同謀》           | 陸川 《南京！南京！》        | 奉俊昊 《骨肉同謀》                         | 王學圻 《十月圍城》             | 金惠子 《骨肉同謀》          | 謝霆鋒 《十月圍城》           | 惠英紅 《心魔》                           | 黃明慧 《心魔》                       |
| 5  | 2011 | 《波米叔叔的前世今生》 | 李滄東 《生命之詩》          | 李滄東 《生命之詩》                         | 河正宇 《黃海追緝》             | 徐帆 《唐山大地震》          | 洪金寶 《葉問2》              | 尹汝貞 《下女》                           | 趙又廷 《艋舺》                       |
| 6  | 2012 | 《伊朗式分居》         | 阿斯哈·法哈蒂 《伊朗式分居》 | 阿斯哈·法哈蒂 《伊朗式分居》                | Donny DAMARA 《爸爸離家企街去》 | 葉德嫻 《桃姐》              | 柯宇綸 《翻滾吧！阿信》       | Shamaine BUENCAMINO 《連奴》              | 倪妮 《金陵十三釵》                   |
| 7  | 2013 | 《浮城謎事》           | 北野武 《極惡非道2》         | 梅峰、帆、婁燁 《浮城謎事》                 | 艾迪‧加西亞 《怪老頭與公主狗》  | 諾娜·歐奈 《出讓丈夫的女人》 | 納華薩甸·薛迪奇 《潛藏真相》  | 渡邊真起子 《幫老爸拍張照》               | 齊溪 《浮城謎事》                     |
| 8  | 2014 | 《一代宗師》           | 王家衛 《一代宗師》          | 賴舒·彼查 《美味情書》                      | 伊凡·卡漢 《美味情書》          | 章子怡 《一代宗師》          | 黃渤 《無人區》               | 楊雁雁 《爸媽不在家》                     | 江疏影 《致我們終將逝去的青春》       |
| 9  | 2015 | 《推拿》               | 許鞍華 《黃金時代》          | 刁亦男 《白日焰火》                         | 廖凡 《白日焰火》               | 裴斗娜 《道熙啊》            | 王志文 《黃金時代》           | 池脇千鶴 《只在那裡閃耀》                 | 張慧雯 《歸來》                       |
| 10 | 2016 | 《刺客聶隱娘》         | 侯孝賢 《刺客聶隱娘》        | 賈樟柯 《山河故人》                         | 李炳憲 《萬惡新世界》           | 舒淇 《刺客聶隱娘》          | 淺野忠信 《身後戀事》         | 周韵 《刺客聶隱娘》                       | 春夏 《踏血尋梅》                     |
| 11 | 2017 | 《我不是潘金蓮》       | 羅泓軫 《哭聲》              | 阿斯哈·法哈蒂 《伊朗式遷居》                | 淺野忠信 《奏不響的風琴》       | 范冰冰 《我不是潘金蓮》      | 林雪 《樹大招風》             | 文素利 《下女的誘惑》                     | 金泰梨 《下女的誘惑》                 |
| 12 | 2018 | 《芳華》               | 石井裕也 《東京夜空最深藍》  | 阿密特·馬素卡、馬揚克·特華利 《五星級選戰》 | 古天樂 《殺破狼·貪狼》          | 張艾嘉 《相愛相親》          | 梁益準 《啊，荒野》           | 張雨綺 《妖貓傳》                         | 茱蒂蒙·瓊查容蘇因 《模犯生》          |
| 13 | 2019 | 《小偷家族》           | 李滄東 《》                  | 賈樟柯 《江湖兒女》                         | 役所廣司 《孤狼之血》           | 莎默·耶斯雅莫娃 《小傢伙》   | 章宇 《我不是藥神》           | 惠英紅 《翠絲》                           | 黃景瑜 《紅海行動》                   |
| 14 | 2020 | 《寄生上流》           | 王小帥 《地久天长》          | 奉俊昊、韓進元 《寄生上流》                 | 李炳憲 《南山的部長們》         | 周冬雨 《少年的你》          | 加瀨亮 《》                   | 柯淑勤 《陽光普照》                       | 易烊千璽 《少年的你》                 |
| 15 | 2021 | 《間諜之妻》           | 張藝謀 《一秒鐘》            | 查譚雅·塔姆哈尼 《》                        | 劉亞仁 《收屍人》               | 蒼井優 《間諜之妻》          | 金玄彬 《無聲》               | 蒔田彩珠 《晨曦將至》                     | 劉浩存 《一秒鐘》                     |
| 16 | 2022 | 《在車上》             | 是枝裕和 《孩子轉運站》      | 丁瑞慶、朴贊郁 《分手的決心》               | 梁朝偉 《風再起時》             | 湯唯 《分手的決心》          | 宮澤冰魚 《愛是自私》         | 金素辰 《非常宣言》                       | 麥沛東 《正義迴廊》                   |
| 17 | 2023 | 《邪惡根本不存在》     | 是枝裕和 《怪物》            | 萬瑪才旦 《雪豹》                           | 役所廣司 《我的完美日常》       | 蔣勤勤 《草木人間》          | 朴勳 《12.12：首爾之春》      | 梁雍婷 《白日之下》                       | 特爾格爾·博爾德-額爾德尼 《薩滿男孩》 |
| 18 | 2024 | 《乘著光的幻想》       | 吉田大八 《生之敵》          | 穆罕默德·拉素羅夫 《一念菩提》              | 劉青雲 《爸爸》                 | 沙哈娜·戈斯瓦米 《警上添花》 | 李康生 《默視錄》             | 楊貴媚 《小雁與吳愛麗》                   | 栗原飒人 《青春末世物語》             |

## 歷届特別獎項
| 屆 | 年度 | 終身成就獎      | 亞洲電影 傑出貢獻大獎 | 卓越亞洲人電影大獎 | 紀念楊德昌 亞洲新秀大獎 | AFA新世代獎 | 亞洲飛躍演員大獎    | 我最喜愛的男主角 | 我最喜愛的女主角 |
| 1  | 2007 |                 | 蕭芳芳                |                    |                         |             |                     |                  |                  |
| 2  | 2008 | 山田洋次        |                       |                    | 石井裕也                |             |                     |                  |                  |
| 3  | 2009 |                 | 徐克電影工作室        |                    | 魏德聖                  |             |                     |                  |                  |
| 4  | 2010 | 阿米達‧巴山     | 張藝謀                |                    |                         |             |                     | 王學圻           | 李冰冰           |
| 5  | 2011 | 鄒文懷          | 金東虎                |                    |                         |             |                     | 周潤發           | 全道嬿           |
| 6  | 2012 | 許鞍華          |                       |                    | 艾德溫                  |             |                     | 劉德華           | 尤金‧多明哥      |
| 7  | 2013 |                 |                       | 楊紫瓊             |                         |             |                     | 艾迪‧加西亞      | 趙敏修           |
| 8  | 2014 | 侯孝賢          |                       |                    |                         |             |                     |                  |                  |
| 9  | 2015 | 林權澤          |                       | 中谷美紀           |                         |             |                     |                  |                  |
| 10 | 2016 | 袁和平 樹木希林 |                       |                    |                         |             |                     |                  |                  |
| 11 | 2017 | 徐克            |                       | 鄭秀文             |                         |             | 林允                |                  |                  |
| 12 | 2018 | 張艾嘉          |                       | 惠英紅             |                         | 林潤娥      |                     |                  |                  |
| 13 | 2019 | 李滄東          |                       | 役所広司           |                         | 金在中      | 朴敘俊              |                  |                  |
| 14 | 2020 |                 |                       |                    |                         |             |                     |                  |                  |
| 15 | 2021 |                 |                       | 李炳憲             |                         |             |                     |                  |                  |
| 16 | 2022 | 洪金寶          | 梁朝偉                | 阿部寬             |                         | 池昌旭      |                     |                  |                  |
| 17 | 2023 | 張藝謀          |                       | 李英愛、鈴木亮平   |                         | 趙麗穎      | 梅塔文·歐帕西安卡瓊 |                  |                  |
| 18 | 2024 | 役所廣司        |                       | 張東健、湯唯       |                         | 吳慷仁      | 光希                |                  |                  |

## 歷年表演
- 2007 - 林憶蓮 - I Believe（《我的野蠻女友》主題曲 - 韓）、伴隨著你（《天空之城》主題曲 - 日），追（《金枝玉葉》主題曲 - 粵）
- 2008 - 孫燕姿 - 遇見（《向左走向右走》插曲 - 國）、歡樂今宵（粵）、不了情（《忘不了》主題曲 - 國）、終身美麗（《瘦身男女》主題曲 - 粵）、Maria（《醜女大翻身》主題曲 - 韓）
- 2009 - 側田 - 命硬、Thirty Days、男人KTV
- 2010 - 李宇春 - 粉末（《十月围城》主题曲 - 國）
- 2016 - APINK - LUV
- 2018 - THE BOYZ
- 2019 - 金在中 - 化妝（《化妝》中島美雪(1978)）
- 2019 - 杜德偉 - 如泣如訴（《金枝玉葉》插曲）
- 2022 - 牛牛

## 參看
- 香港国际电影节协会
- 香港国际电影节
- 香港影視娛樂博覽
- 奥斯卡金像奖

## 備註
1. ↑  據2016年3月發行的《號外》，張叔平以大廈解構圖為設計概念，考慮到大多獎座都是閃爍而不夠獨特創新，放棄用閃耀光芒的銀鋼為製作材料。另外希望令亞洲電影大獎顯得獨樹一幟，以家中雕塑擺設為依歸，最後改用黑銅（原材料）及雲石（底座），再配硬身線條設計出整個獎座。而獎座唯一弧線出現於人像頭部，寓意每位得獎者笑口常開。[20]
2. ↑  最佳男配角及最佳女配角獎於2008年開始頒發，而最佳新演員獎則由2009年才開始頒發。

## 外部連結
- 亞洲電影大獎學院官方網站 （页面存档备份，存于）
- 亞洲電影大獎學院的Instagram帳戶
- 亞洲電影大獎學院的Facebook專頁
- 亞洲電影大獎學院的新浪微博
- 亞洲電影大獎學院的X（前Twitter）
- YouTube上的亞洲電影大獎學院頻道